# Samuel Armenteros
Pour les articles homonymes, voir Armenteros.
Samuel Armenteros est un footballeur international suédois d'origine cubaine né le 27 mai 1990 à Masthugget. Il évolue au poste d'attaquant.

## Biographie

### SC Heerenven (2008-2009)
Samuel Armenteros a commencé sa carrière professionnelle en 2008 au Sportclub Heerenveen. Étant très jeune, il est arrivé au club à 16 ans, il ne reçoit jamais de temps de jeux dans ce club néerlandais, bien que Gertjan Verbeeck l'ait directement incorporé dans le noyau A. Mais l'arrivée de Trond Sollied change la donne, et il ne reçoit aucune chance de s'exprimer sous le maillot d'Heerenven.

### Heracles Almelo (2009-2013)
Le joueur suédois en manque de temps de jeux à Heerenven, est transféré gratuitement à Heracles Almelo en août 2009. Il dispute 97 rencontres de Eredivisie et inscrit 27 buts pour ce club. C'est lors de la première partie de saison 2012-2013 qu'il éclate réellement, en inscrivant 13 buts en 20 matchs. Cela ne passe pas inaperçu, d'autant que son contrat se termine en juin 2013. Plusieurs clubs le suivent régulièrement dont Twente, l'Ajax, PSV et Feyenoord. Mais le RSC Anderlecht dribble tous ces clubs lors du mercato de janvier 2013 pour lui proposer un contrat.

### RSC Anderlecht (2013-2015)
Le transfert était initialement prévu pour juin 2013. Mais à la suite du départ de Dieumerci Mbokani à la Coupe d'Afrique des nations et à l'échec du transfert de Kléber de Porto, le club bruxellois décide de ne pas attendre la fin de son contrat et négocie avec Heracles dès janvier. Le montant du transfert est estimé par la presse un peu moins de 500 000 euros.
Son premier match officiel, sous ses nouvelles couleurs a lieu lors du déplacement au KSC Lokeren. Il y entre à la 93e minute. Il put ensuite fouler pour la première fois la pelouse du stade Constant Vanden Stock lors de la rencontre en coupe de Belgique face à l'équipe du KRC Genk. Le 24 février 2013 il marque son premier but pour RSC Anderlecht contre Club Bruges KV.

### Carrière internationale
Samuel Armenteros est convoqué pour la première fois en équipe de Suède par le sélectionneur national Janne Andersson, pour un match amical contre la Norvège le 13 juin 2017. Il entre à la 68e minute de la rencontre, à la place de John Guidetti, puis à la 81e minute il inscrit son premier but en sélection. La rencontre se solde par un match nul de 1-1.

## Palmarès
- Avec  Heracles Almelo
  - Finaliste de la Coupe des Pays-Bas en 2012

- Avec  RSC Anderlecht
  - Champion de Belgique en 2013
  - Vainqueur de la Supercoupe de Belgique en 2013

- Avec  Qarabağ Ağdam
  - Champion d'Azerbaïdjan en 2016

## Statistiques
| Saison                | Club                       | Championnat           | Championnat | Championnat | Championnat | Coupe(s) nationale(s) | Coupe(s) nationale(s) | Coupe(s) nationale(s) | Supercoupe | Supercoupe | Supercoupe | Compétition(s) continentale(s) | Compétition(s) continentale(s) | Compétition(s) continentale(s) | Compétition(s) continentale(s) | Suède | Suède | Suède | Total | Total | Total |
| Saison                | Club                       | Division              | M.          | B.          | P.d.        | M.                    | B.                    | P.d.                  | M.         | B.         | P.d.       | Comp.                          | M.                             | B.                             | P.d.                           | M.    | B.    | P.d.  | M.    | B.    | P.d.  |
| 2009-2010             | Heracles Almelo            | Eredivisie            | 15          | 3           | 0           | -                     | -                     | -                     | -          | -          | -          | -                              | -                              | -                              | -                              | -     | -     | -     | 15    | 3     | 0     |
| 2010-2011             | Heracles Almelo            | Eredivisie            | 34          | 10          | 8           | 1                     | 0                     | 0                     | -          | -          | -          | -                              | -                              | -                              | -                              | -     | -     | -     | 35    | 10    | 8     |
| 2011-2012             | Heracles Almelo            | Eredivisie            | 33          | 4           | 6           | 5                     | 2                     | 0                     | -          | -          | -          | -                              | -                              | -                              | -                              | -     | -     | -     | 38    | 6     | 6     |
| 2012-2013             | Heracles Almelo            | Eredivisie            | 18          | 9           | 4           | 3                     | 4                     | 1                     | -          | -          | -          | -                              | -                              | -                              | -                              | -     | -     | -     | 21    | 13    | 5     |
| 2012-2013             | RSC Anderlecht             | Pro League            | 3           | 1           | 0           | 1                     | 0                     | 0                     | -          | -          | -          | -                              | -                              | -                              | -                              | -     | -     | -     | 4     | 1     | 0     |
| 2013-2014             | RSC Anderlecht             | Pro League            | 2           | 0           | 1           | -                     | -                     | -                     | 1          | 0          | 0          | -                              | -                              | -                              | -                              | -     | -     | -     | 3     | 0     | 1     |
| 2013-2014             | Feyenoord Rotterdam (prêt) | Eredivisie            | 19          | 1           | 4           | 3                     | 1                     | 0                     | -          | -          | -          | C3                             | 2                              | 0                              | 0                              | -     | -     | -     | 24    | 2     | 4     |
| 2014-2015             | Willem II Tilburg (prêt)   | Eredivisie            | 29          | 11          | 2           | 1                     | 0                     | 0                     | -          | -          | -          | -                              | -                              | -                              | -                              | -     | -     | -     | 30    | 11    | 2     |
| 2015-2016             | Qarabağ Ağdam              | Premyer Liqası        | 29          | 7           | 0           | 3                     | 3                     | 0                     | -          | -          | -          | C3                             | 6                              | 1                              | 1                              | -     | -     | -     | 38    | 11    | 1     |
| 2016-2017             | Heracles Almelo            | Eredivisie            | 29          | 19          | 2           | 3                     | 2                     | 0                     | -          | -          | -          | -                              | -                              | -                              | -                              | 1     | 1     | 0     | 33    | 22    | 2     |
| 2017-2018             | Benevento Calcio           | Serie A               | 9           | 1           | 0           | -                     | -                     | -                     | -          | -          | -          | -                              | -                              | -                              | -                              | 1     | 0     | 0     | 10    | 1     | 0     |
| 2018                  | Portland Timbers (prêt)    | MLS                   | 28          | 8           | 1           | 2                     | 0                     | 0                     | -          | -          | -          | -                              | -                              | -                              | -                              | -     | -     | -     | 30    | 8     | 1     |
| 2018-2019             | Benevento Calcio           | Serie B               | 13          | 4           | 4           | -                     | -                     | -                     | -          | -          | -          | -                              | -                              | -                              | -                              | 1     | 0     | 0     | 14    | 4     | 4     |
| 2019-2020             | Benevento Calcio           | Serie B               | 0           | 0           | 0           | 0                     | 0                     | 0                     | -          | -          | -          | -                              | -                              | -                              | -                              | 1     | 0     | 0     | 1     | 0     | 0     |
| Total sur la carrière | Total sur la carrière      | Total sur la carrière | 255         | 78          | 32          | 20                    | 12                    | 1                     | 1          | 0          | 0          | -                              | 8                              | 1                              | 1                              | 2     | 1     | 0     | 286   | 92    | 34    |